# Джинджа
Джи́нджа (англ. Jinja) — город в Уганде, расположен в Восточной области и является административным центром округа Джинджа.

## Географическое положение
Высота центра НП составляет 1167 метров над уровнем моря.

## Демография
Население города по годам:
| 1969   | 1982   | 1991   | 2002   | 2010   |
| ------ | ------ | ------ | ------ | ------ |
| 47 872 | 45 060 | 65 169 | 86 520 | 97 292 |

## Экономика
Около Джинджи расположена гидроэлектростанция Оуэн-Фолс.